# Super Robot Wars UX
Super Robot Wars UX (スーパーロボット大戦UX Sūpā Robotto Taisen Yū Ekkusu?) es un videojuego de rol táctico desarrollado por Banpresto y publicado por Namco Bandai Games para la videoconsola Nintendo 3DS. Es el primer juego de la serie Super Robot Wars (SRW) para Nintendo 3DS, y salió a la venta en Japón el 14 de marzo de 2013.

## Apariciones de la serie
El juego cuenta con robots de dieciséis medios diferentes de la franquicia. Ocho medios de la franquicia aparecen por primera vez en Super Robot Wars:
- Linebarrels of Iron
- Kishin Houkou Demonbane (Debut)
- Fafner in the Azure
- Fafner in the Azure: Heaven and Earth (Debut)
- The Wings of Rean (Debut)
- Ninja Senshi Tobikage
- Cyber Troopers Virtual-On featuring Fei-Yen HD (Debut)
- Mobile Suit Gundam SEED Destiny
- Mobile Suit Gundam 00 the Movie: A Wakening of the Trailblazer (Debut)
- SD Gundam Sangokuden Brave Battle Warriors (Debut)
- Heroman (Debut)
- Mazinkaizer SKL (Debut)
- Macross Frontier The Movie: The False Songstress
- Macross Frontier The Movie: The Wings of Goodbye
- Jūsō Kikō Dancouga Nova
- Aura Battler Dunbine

## Personajes
- Agnes Berge: 19 años, piloto de la Federación Terrestre de la Fuerza de Norteamérica con el rango de Teniente. Es un personaje serio y amable, pero muestra su fuerza y determinación cuando las vidas de otros están en peligro. Fue criado sin ningún pariente y considera la posibilidad de ser su propia familia. Valora la vida de los demás más que nada y hará todo lo posible para proteger a aquellos de su alrededor, incluso si eso significa batirse en duelo contra los enemigos más fuertes.

- Riot-B: El arma móvil de la siguiente generación de la Federación Terrestre. Es una forma mejorada del original Riot, con mayor habilidad en la lucha cuerpo a cuerpo y a distancia. Equipado con el Generador de protones su estabilidad y movilidad son de lo mejor.

- Saya Kruger: 18 años, mercenaria que forma parte de una organización conocida como los "Unknown Strikers". Hace estragos en el campo de batalla con su arma móvil Lyrath, junto con su padre Richard. Es una profesional que nunca deja que sus emociones interfieran en cualquier misión recibida. A menudo es enviada a misiones secretas, pero su debilidad es no poder expresar sentimientos no relacionados con el combate.

- Lyrath: Una de las armas móviles de los Unknown Strikers pilotada por Saya. Fue diseñada para trabajar en cooperación con Orpheus, comparten el mismo motor de potencia llamado Vector Repton. Su función principal es la de apoyar a otras unidades, pero también tiene la potencia necesaria para cuando hace falta.

- Richard Kruger: Es el líder de los Unknown Strikers, a la vez que el padre de Saya. Pilota el arma móvil misteriosa conocida como Orpheus. Es un patriota que hace innumerables trabajos no reconocidos en su país, que no deben ser vistos por el público. Se considera a sí mismo como alguien que no es bueno para nada y puede ser bastante difícil tratar con él. Un ejemplo de ello es que solo acepta comida después de completar una misión que él considera digna.

- Orpheus: La armadura móvil líder de los Unknown Strikers. Tiene el mismo motor de potencia (Vector Repton) que otras armas, pero Orpheus es absolutamente mejor que el resto. Junto con Lyrath puede realizar un ataque combinado, Hell Stinger, que garantiza matar de un golpe. Sin embargo, se requiere una sincronización casi perfecta entre los dos Vector Repton.

## Desarrollo
El juego fue revelado por primera vez en diciembre de 2012 por la revista japonesa Famitsu con una fecha de lanzamiento fijada para el 14 de marzo de 2013. El juego fue desarrollado para la Nintendo 3DS, lo que lo convierte en el primer juego de la serie Super Robot Wars en ser lanzado para esta plataforma. Robots de ocho nuevos medios de la franquicia de los hacen su primera aparición de la serie en este juego y un total de 16 títulos están siendo utilizados para suministrar robots al juego. Un tráiler del juego ha revelado el Fei-Yen HD, una variante del Fei-Yen pilotado por Hatsune Miku, que apareció por primera vez en el juego de PlayStation Portable Hatsune Miku: Project DIVA Extend, siendo este el primer vocaloid en aparecer en un juego de SRW.